# 楊季昭
楊季昭（?—?），名亮，字季昭，唐朝郑州原武人，出自弘农杨氏，楊津的曾孙，呂州刺史楊岐之孙，長安县尉楊行表之子，杨再思之弟。
楊季昭中茂才第，为殿中侍御史。武则天诛杀驸马都尉薛绍，薛绍兄薛顗为齐州刺史，命楊季昭审理，没有问出造反的情形，武则天大怒，把他流放到沙州。遇赦还，为怀州司马。官至考功郎中、鄧州刺史。